# SMURD

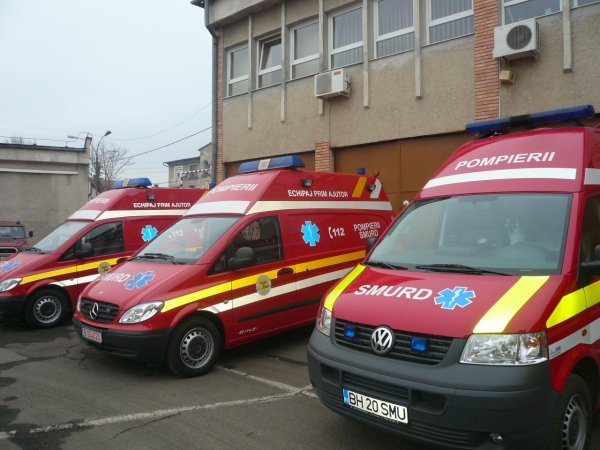
Einsatzfahrzeuge des SMURD in Oradea

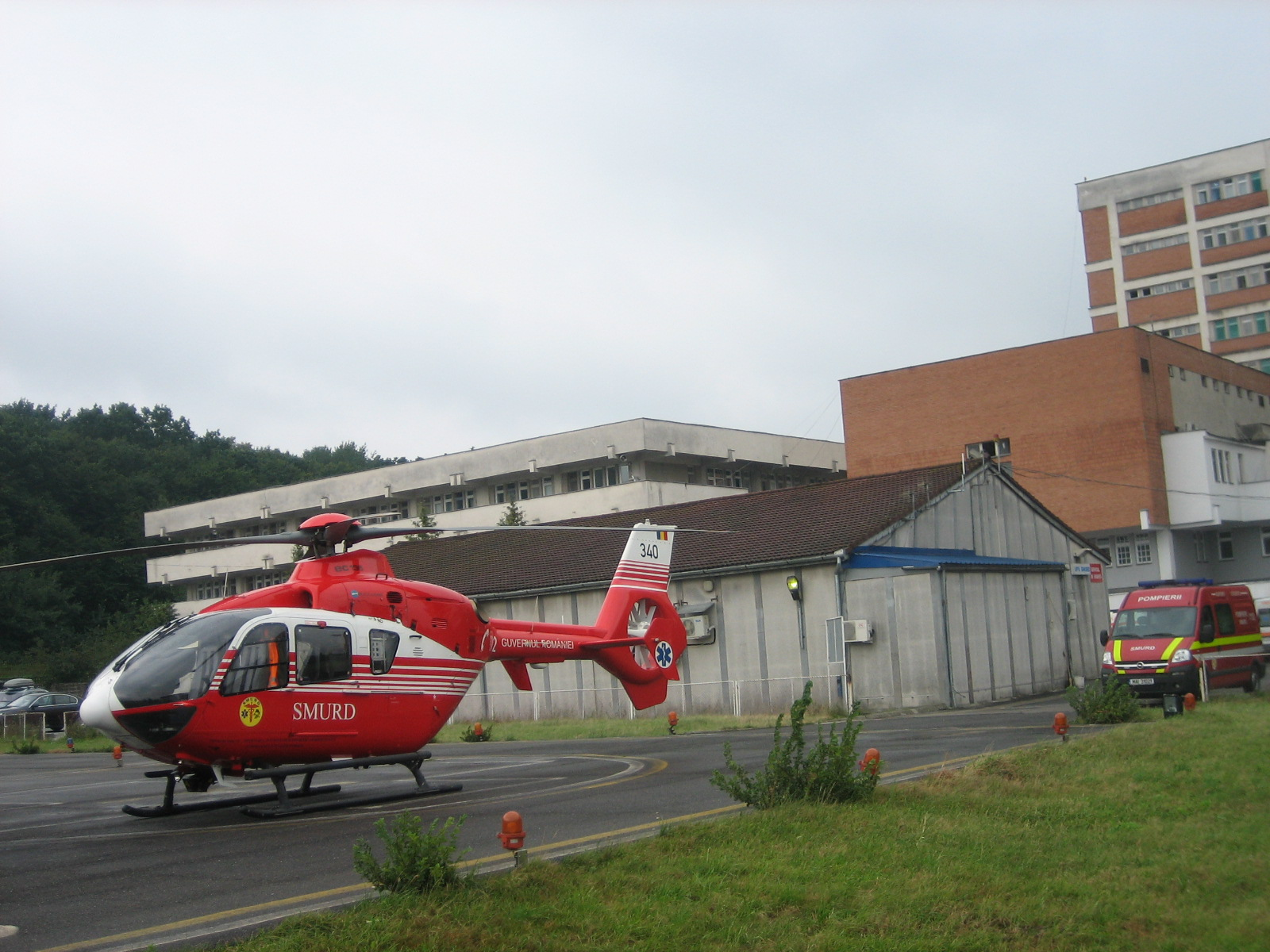
Rettungshubschrauber des SMURD in Târgu Mureș

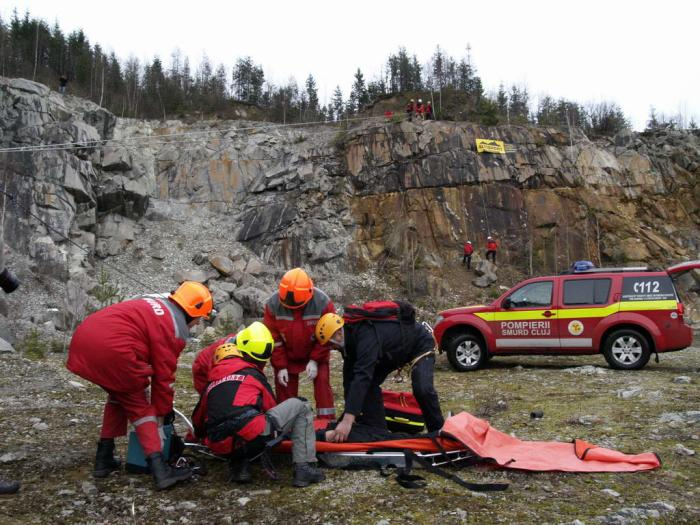
Bergungsübung nahe Cluj-Napoca

Der SMURD (Abkürzung für rum.: Serviciul Mobil de Urgență Reanimare și Descarcerare, Übers.: Mobiler Dienst für Notfälle, Reanimierung und Bergung) ist ein Rettungsdienst in Rumänien. Er wurde 1990 in Târgu Mureș auf Initiative des in Rumänien lebenden palästinensischen Arztes Raed Arafat gegründet, da sich das staatliche Rettungswesen kurz nach der rumänischen Revolution von 1989 in einem katastrophalen Zustand befand. Mittlerweile ist aus diesem privaten Projekt mit ausländischer Hilfe ein landesweiter Notarztdienst entstanden, der rechtlich der staatlichen Militärfeuerwehr zugeordnet ist und im Verbund mit Polizei und Feuerwehr unter der Notrufnummer 112 erreicht werden kann.
Im Januar 2012 trat der langjährige Leiter des SMURD-Rettungsdienstes Raed Arafat nach einem öffentlich im Fernsehen geführten Streit mit Präsident Traian Băsescu um eine marktwirtschaftliche Reform des Gesundheitssystems von seinen Ämtern zurück, was landesweit zu Protestdemonstrationen gegen die Regierung führte. Eine Woche später ruderte die Regierung unter Premier Emil Boc allerdings zurück und bestellte ihn erneut zum Unterstaatssekretär für Rettungswesen im Gesundheitsministerium.

## Geschichte
Der aus Nablus im Westjordanland stammende Palästinenser Raed Arafat wanderte als 16-Jähriger 1981 nach Rumänien aus und konnte dort Medizin studieren. Nach seiner Ausbildung fand er eine Anstellung als Arzt in der siebenbürgischen Stadt Târgu Mureș, wo er im Dezember 1989 den Sturz des Regimes von Nicolae Ceaușescu und im März 1990 die gewaltsamen ethnischen Ausschreitungen miterlebte. Bei beiden Ereignissen zeigte sich, dass der Rettungsdienst der staatlichen Spitäler in einem katastrophalen Zustand war. Er beschloss deshalb im September 1990 einen eigenen improvisierten Rettungsdienst aufzubauen. Zahlreiche seiner Ärztekollegen vom Spital Clinicii de Anestezie Terapie Intensivă sowie Mitarbeiter des staatlichen Rettungsdienstes Serviciul de Ambulanță unterstützen ihn dabei und bildeten die erste Notarzt-Einheit. 1991 erhielt dieser neue lokale Rettungsdienst ein modernes Rettungsfahrzeug als Spende aus Deutschland. Bis zu diesem Zeitpunkt arbeiteten alle Beteiligten freiwillig und ehrenamtlich mit. Mit dem neuen Gerät wurde jedoch eine Professionalisierung notwendig und ab Oktober dieses Jahres begann eine Zusammenarbeit mit der Brigade der Militärfeuerwehr des Kreises Mureș.
Im Jahr 1992 erhielt der Rettungsdienst weitere Fahrzeuge und medizinisches Gerät als Spende des Norwegischen Roten Kreuz, vom königlichen Krankenhaus im schottischen Edinburgh sowie von der Feuerwehrbrigade Strathclyde aus Glasgow. Damit konnte nun zusätzlich zum Notarztservice eine mobile Einheit für Bergungen und für Zivilschutz im Falle von Chemieunfällen aufgestellt werden. 1993 expandierte der nun SMURD genannte Rettungsdienst erstmals und baute eine Zweigstelle im westrumänischen Großwardein/Oradea sowie im südsiebenbürgischen Hermannstadt auf. Mit Hilfe weiterer Spenden aus England und den Vereinigten Staaten konnte der Dienst im folgenden Jahr weiter ausgebaut werden. Es folgten Zweigstellen in Cluj-Napoca, in Arad, Timișoara, Craiova, Bukarest und Iași. Am 31. Juli 1994 wurde die Zentrale des SMURD im Hof des Kreiskrankenhaus Mureș in Târgu Mureș eröffnet.
Im Jahr 1996 erließ das Parlament das Gesetz Nr. 121 für das Corps der Militärfeuerwehr, womit diese verpflichtet wurde in jedem Kreis Rumäniens auch medizinische Notfalldienste zur Verfügung zu stellen. Damit wurde eine gesetzliche Basis geschaffen um den privat gegründeten SMURD, der bislang nur informell mit der Militärfeuerwehr verbunden war, organisatorisch und finanziell ins staatliche Rettungswesen zu integrieren. Im Jahr 1997 wurde mit Hilfe aus Frankreich ein 25-köpfiges Katastrophenteam des SMURD aufgebaut, das mit damals modernen Pagern ausgestattet wurde. Ein funktionierendes Mobiltelefonnetz gab es damals in Rumänien noch nicht, das erste GSM-Netz wurde im April 1997 von der Firma Connex (heute Vodafone România) gestartet, war jedoch zu dieser Zeit noch nicht landesweit ausgebaut.
Im Jahr 1998 erhielt die Militärfeuerwehr Mureș gemeinsam mit dem SMURD das erste Rettungsboot um Verunglückte und Ertrinkende aus dem Mieresch-Fluss retten zu können. Im Juli des Jahres wurde im Kreis Mureș eine große Spendenkampagne gestartet, bei der bis Dezember 183.000 DM gesammelt werden konnten. Damit wurde ein Spezialrettungsfahrzeug der Firma Miesen aus Bonn angeschafft, damals das modernste in ganz Rumänien. Im Jahr 1999 wurde der erste Rettungshelicopter in Betrieb genommen, eine französische Alouette III.
Im Jahr 2001 wurde das Notrufsystem in Rumänien vereinheitlicht und auf den Euronotruf 112 umgestellt. Unter dieser Nummer kann seitdem auch der SMURD gerufen werden. In den folgenden Jahren expandierte der SMURD weiter, es wurden nun auch in mittleren und kleineren Städten Erste-Hilfe-Zentralen aufgebaut, etwa in Ibănești, Sovata und Dumbrăveni/Elisabethstadt. 2011 wurde der landesweit vierte SMURD-Rettungshubschrauber in Temeswar/Timişoara in Betrieb genommen.
Im Januar 2012 kam es rund um den SMURD-Rettungsdienst zu politischen Auseinandersetzungen. Im Zuge der Sparmaßnahmen infolge der Staatsschuldenkrise im Euroraum, durch die das finanziell bereits angeschlagene Rumänien weiter in Bedrängnis kam und seitdem von Krediten der EU und des Internationalen Währungsfonds abhängig ist, schlug Präsident Traian Băsescu eine Reform des staatlichen Gesundheitswesens vor. Dabei sollte unter anderem der bisher über Spenden und staatliche Subventionen finanzierte SMURD-Rettungsdienst privatisiert werden. Raed Arafat, Gründer und Leiter der Organisation, der mittlerweile auch Staatssekretär im Gesundheitsministerium geworden war, lehnte diesen Vorschlag vehement ab. Er trat deshalb aus Protest von seinen Ämtern zurück. Dies wiederum löste eine Welle des Protests in der Bevölkerung aus, da Arafat als nicht parteipolitischer Quereinsteiger sehr populär war. Zudem galt der SMURD als zuverlässig. Der Spiegel schrieb am 16. Januar 2012 gar: „Als einziger Bereich des ansonsten maroden rumänischen Gesundheitswesens gilt Arafats Werk als vorbildlich. Deswegen hatten sogar IWF und EU ausdrücklich von einer Reform des SMURD abgeraten.“ Demonstrationen in Bukarest, Timișoara, Brașov, Hermannstadt sowie zahlreichen anderen Städten folgten. Auch Gesundheitsminister László Ritli von der Ungarnpartei UDMR, dem kleineren Koalitionspartner in der Regierung, stellte sich auf die Seite Arafats. Schließlich widerrief Premierminister Emil Boc am 18. Januar den Rücktritt Arafats und bestellte ihn erneut zum Unterstaatssekretär für Rettungswesen im Gesundheitsministerium. Die marktwirtschaftliche Umgestaltung des Rettungswesens ist damit vorerst auf Eis gelegt.